# Tro-Bro Léon

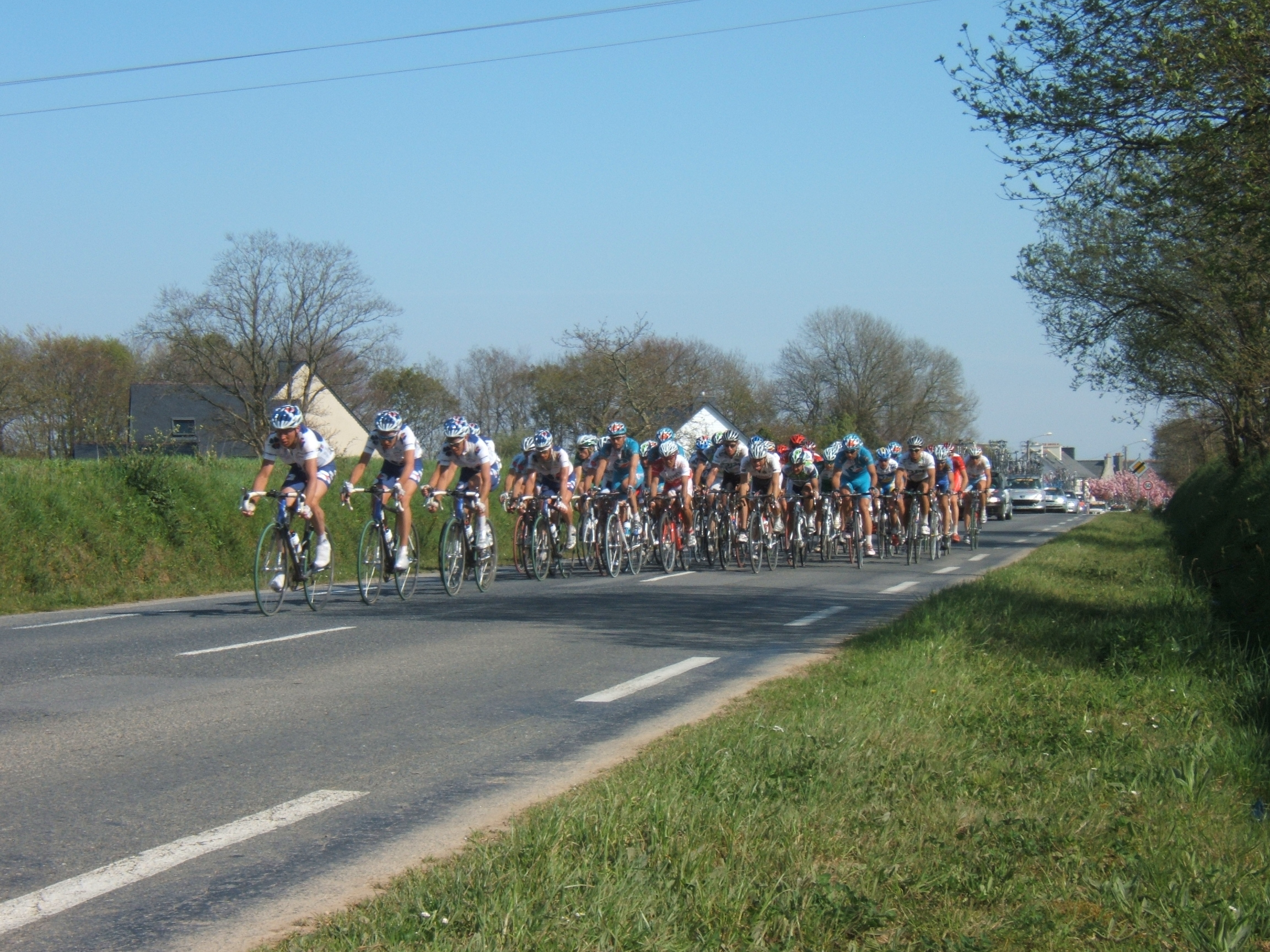

Il Tro-Bro Léon (in bretone Giro del Paese del Léon) è una corsa in linea di ciclismo su strada che si svolge annualmente nella regione della Bretagna, in Francia. Inizialmente riservata ai soli ciclisti dilettanti, nel 1999 è stata aperta ai professionisti. Dal 2005 al 2019 ha fatto parte del circuito UCI Europe Tour come evento di classe 1.1., mentre dal 2021 fa parte del circuito UCI ProSeries
Le sue caratteristiche la rendono una corsa quasi unica. La corsa presenta infatti un totale di 25 "ribinou", idioma bretone che indica tutti i tratti di strada senza asfalto, anche molto lunghi: pavé, sterrato, terra battuta o inerbita, in zone isolate tra i campi che rendono difficoltoso il soccorso ai corridori vittime di forature, incidenti meccanici o scivolate, molto frequenti nelle numerose edizioni tempestate da pioggia e maltempo.

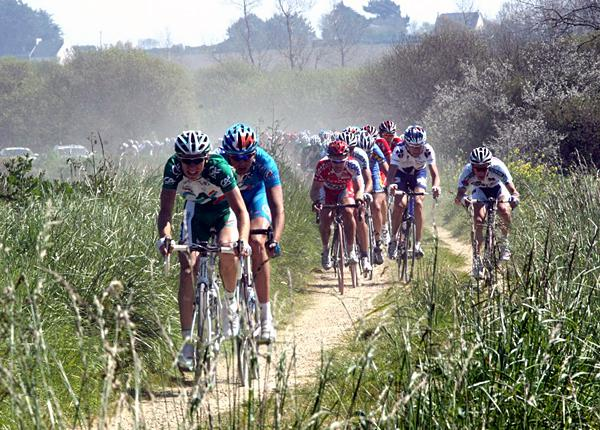
Tipico tratto di un ribinou affrontato dai corridori

Per questo motivo viene spesso paragonata alla Parigi-Roubaix, di cui sembra una emanazione "povera" e "rurale", presenta un percorso più corto (200 km circa) ma con un dislivello più esigente (anche il traguardo è in leggera salita). È soprannominata "Inferno dell'Ovest" o Petit Paris-Roubaix ("piccola Parigi-Roubaix").
Il percorso si svolge nella regione del Léon, all'interno del dipartimento di Finistère, con partenza e arrivo nel paese di Lannilis.
Altra curiosità sta nel fatto che sia il vincitore che il corridore bretone meglio piazzato vincono in premio un maialino.

## Albo d'oro
Aggiornato all'edizione 2025.
| Anno | Vincitore                             | Secondo                               | Terzo                                 |
| ---- | ------------------------------------- | ------------------------------------- | ------------------------------------- |
| 1984 | Bruno Chemin                          | Jean-Jacques Lamour                   | Marcel Richeux                        |
| 1985 | Bruno Chemin                          | Hubert Graignic                       | Dominique Le Bon                      |
| 1986 | Philippe Dalibard                     | Jean-Jacques Lamour                   | Marc Hibou                            |
| 1987 | Dominique Le Bon                      | Philippe Beau                         | Jean-Jacques Lamour                   |
| 1988 | Philippe Dalibard                     | Stéphane Piriac                       | Dominique Le Bon                      |
| 1989 | Philippe Dalibard                     | Serge Oger                            | Bertrand Sourget                      |
| 1990 | Marc Hibou                            | Philippe Dalibard                     | Emmanuel Mallet                       |
| 1991 | William Milloux                       | Loïc Le Flohic                        | Xavier Brissaud                       |
| 1992 | Jaan Kirsipuu                         | Jean-Louis Conan                      | Jean-Marc Barbe                       |
| 1993 | Jean-Philippe Rouxel                  | Michel Lallouet                       | François Urien                        |
| 1994 | Stéphane Pétilleau                    | Serge Oger                            | Jean-Jacques Lamour                   |
| 1995 | Camille Coualan                       | Philippe Le Barbier                   | Sylvain Desbois                       |
| 1996 | Thierry Bricaud                       | François Urien                        | Walter Bénéteau                       |
| 1997 | Frédéric Delalande                    | Jean-Philippe Rouxel                  | Franck Laurance                       |
| 1998 | Frédéric Delalande                    | François Urien                        | Jean-Michel Thilloy                   |
| 1999 | Jean-Michel Thilloy                   | Ludovic Capelle                       | Ludovic Auger                         |
| 2000 | Jo Planckaert                         | Samuel Sánchez                        | Ludovic Capelle                       |
| 2001 | Jacky Durand                          | Erwin Thijs                           | Eddy Lembo                            |
| 2002 | Baden Cooke                           | Walter Bénéteau                       | Sébastien Hinault                     |
| 2003 | Samuel Dumoulin                       | Philippe Gilbert                      | Didier Rous                           |
| 2004 | Samuel Dumoulin                       | Christophe Mengin                     | Bert Scheirlinckx                     |
| 2005 | Tristan Valentin                      | Cédric Coutouly                       | Michail Timošin                       |
| 2006 | Mark Renshaw                          | Aljaksandr Usaŭ                       | Jean-Patrick Nazon                    |
| 2007 | Saïd Haddou                           | Sébastien Chavanel                    | Christophe Diguet                     |
| 2008 | Frédéric Guesdon                      | Maksim Gurov                          | Julien Belgy                          |
| 2009 | Saïd Haddou                           | Stéphane Bonsergent                   | Lilian Jégou                          |
| 2010 | Jérémy Roy                            | Renaud Dion                           | Lloyd Mondory                         |
| 2011 | Vincent Jérôme                        | Will Routley                          | Arnold Jeannesson                     |
| 2012 | Ryan Roth                             | Benoît Jarrier                        | Guillaume Boivin                      |
| 2013 | Francis Mourey                        | Johan Le Bon                          | Anthony Geslin                        |
| 2014 | Adrien Petit                          | Flavien Dassonville                   | Cédric Pineau                         |
| 2015 | Alexandre Geniez                      | Benoît Jarrier                        | Florian Sénéchal                      |
| 2016 | Martin Mortensen                      | Peter Williams                        | Florian Vachon                        |
| 2017 | Damien Gaudin                         | Frederik Backaert                     | Benjamin Giraud                       |
| 2018 | Christophe Laporte                    | Damien Gaudin                         | Jelle Mannaerts                       |
| 2019 | Andrea Vendrame                       | Baptiste Planckaert                   | Emil Vinjebo                          |
| 2020 | annullata per la pandemia di COVID-19 | annullata per la pandemia di COVID-19 | annullata per la pandemia di COVID-19 |
| 2021 | Connor Swift                          | Piet Allegaert                        | Baptiste Planckaert                   |
| 2022 | Hugo Hofstetter                       | Luca Mozzato                          | Connor Swift                          |
| 2023 | Giacomo Nizzolo                       | Arnaud De Lie                         | Nils Eekhoff                          |
| 2024 | Arnaud De Lie                         | Clément Venturini                     | Pierre Gautherat                      |
| 2025 | Bastien Tronchon                      | Pierre Gautherat                      | Valentin Madouas                      |